# Mörkasjön (Sandhults socken, Västergötland)
Mörkasjön är en sjö i Borås kommun i Västergötland och ingår i Rolfsåns huvudavrinningsområde. Sjön är 6,7 meter djup, har en yta på 0,027 kvadratkilometer och befinner sig 183 meter över havet.